# 塔帕爾瓦卡
塔帕爾瓦卡（西班牙語：Tapalhuaca），是薩爾瓦多的城鎮，位於該國南部，由拉巴斯省負責管轄，面積14.31平方公里，海拔高度316米，2007年人口3,809，人口密度每平方公里266.18人。
13°34′N 89°5′W / 13.567°N 89.083°W